# Escalquens
Escalquens este o comună în departamentul Haute-Garonne din sudul Franței. În 2009 avea o populație de 5.809 de locuitori.

## Evoluția populației
| An        | 1975  | 1982  | 1990  | 1999  | 2006  | 2009  |
| --------- | ----- | ----- | ----- | ----- | ----- | ----- |
| Populație | 2.051 | 2.884 | 4.323 | 5.477 | 5.678 | 5.809 |

## Monumente

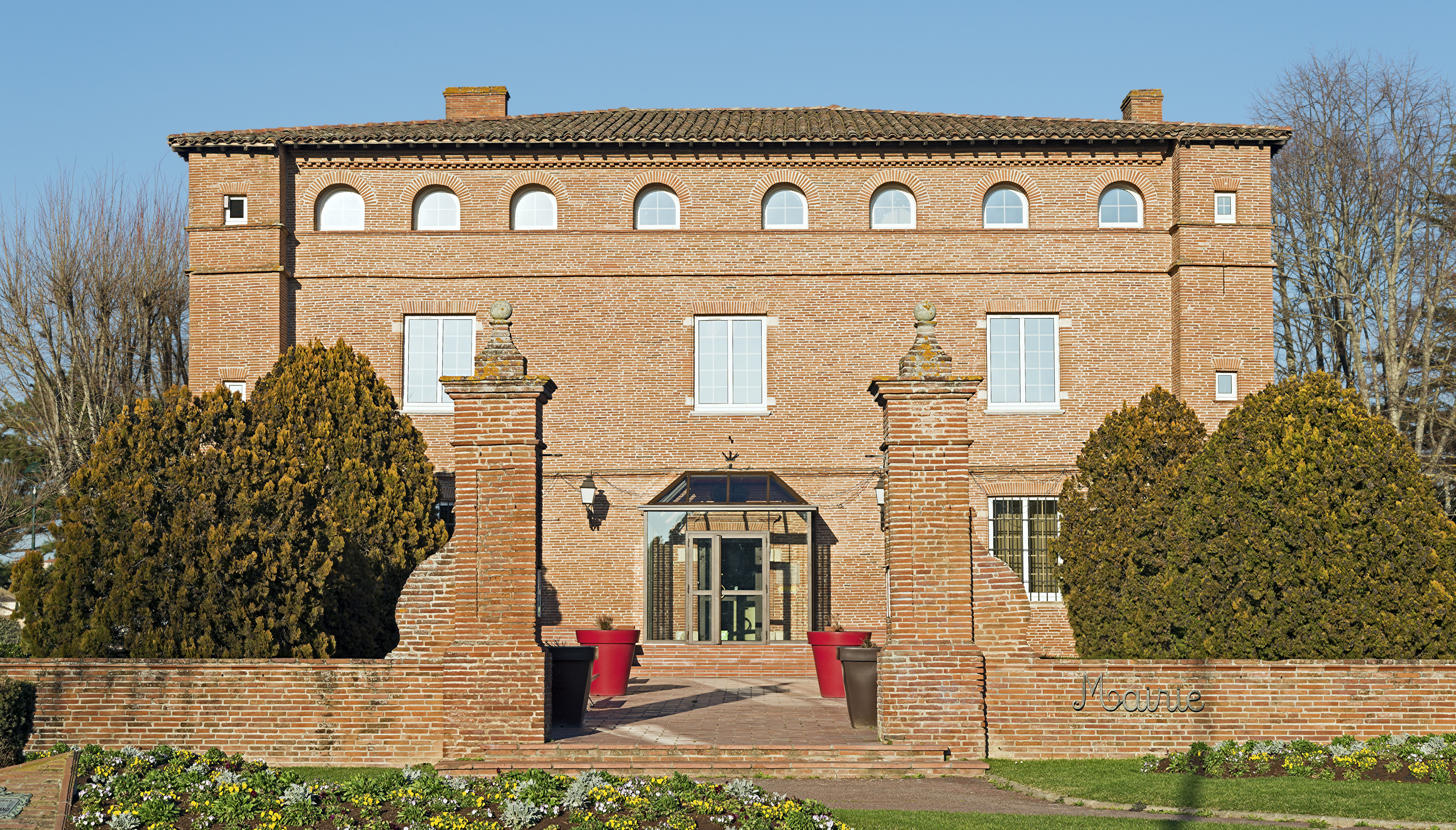
Primăria.
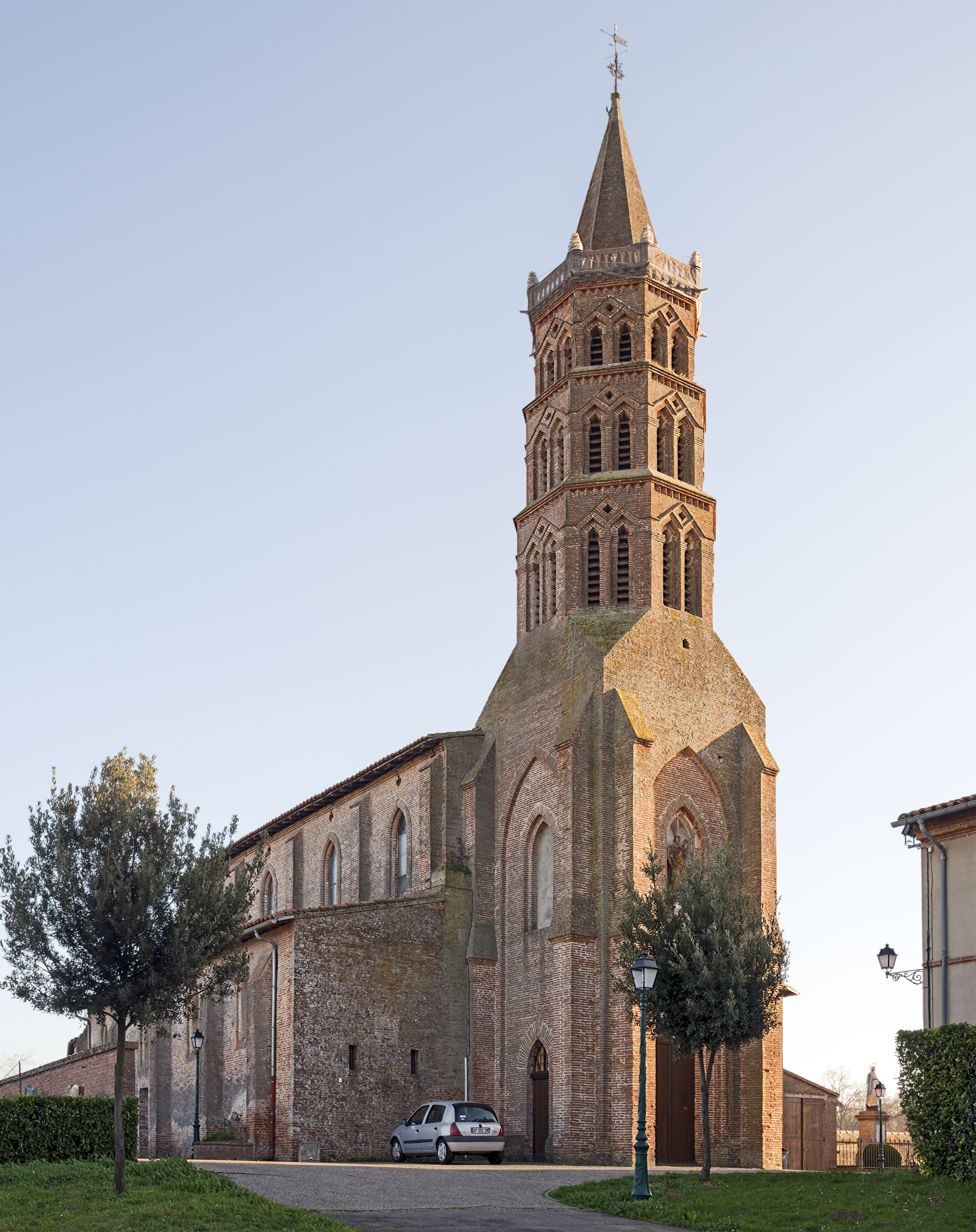
Biserica St.Martin.
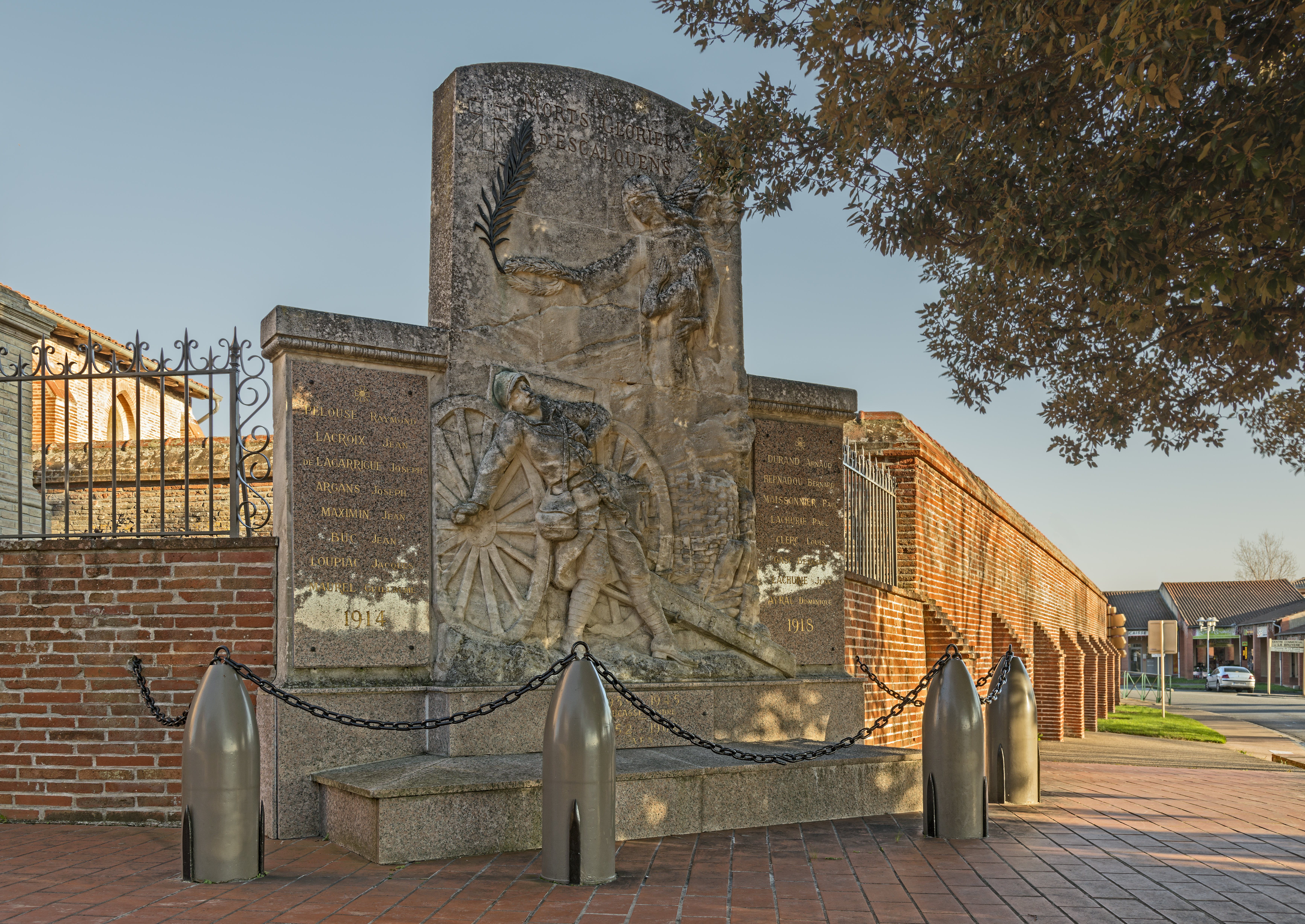
Memorialul Războiului.